# Kuifje's bon
De Kuifje's bon was een loyaliteitsprogramma in België van 1950 tot 1976, georganiseerd door de Brusselse uitgeverij Les Editions du Lombard. Het programma bood ondernemingen de mogelijkheid hun producten, veelal dagelijkse consumentengoederen als brood, melk, bier, koffie, zeep, chocolade en broodbeleg te verrijken met bons met de beeltenis van stripheld Kuifje. Deze konden dan vervolgens worden ingewisseld voor cadeaus. De gedachte hierachter was dat consumenten producten verrijkt met Kuifje's bons trouw zouden blijven kopen omdat ze de bons verzamelden en de geschenken aantrekkelijk vonden. Zo werd concurrentie vermeden en was het eenvoudiger toekomstige omzet te bepalen. J. de Prinse heeft via het Hergé Genootschap in Nederland de geschiedenis van de Kuifje's bons uitvoerig beschreven in de jaren 90 en later.